# Situation : Comédie
Situation : Comédie (Situation: Comedy) est le deuxième des six épisodes de la compilation de jeux vidéo Sam and Max : Saison 1 développée par Telltale Games et vendu d'abord par téléchargement à partir du 21 décembre 2006 sur le portail américain Gametap puis à partir du 5 janvier 2007 sur le site du développeur Telltale Games.

## Trame

### Synopsis
Dans cet épisode, Sam et Max vont tenter de libérer le public du talk-show de WARP TV, Myra!, dont la présentatrice Myra Stump détient depuis des heures son public en otage.
Pour cela, ils vont devoir réussir à se faire inviter dans l'émission. Trois épreuves vont se présenter à eux : obtenir un contrat d'une maison de disques, être vedette de la télévision et être au centre d'un scandale. Pour cela, Max va participer au jury de la Nouvelle Tarte alors que Sam participera en tant que candidat. Les deux policiers vont jouer dans la sitcom Nature, chasse et métrosexuels (Mitdown Cowboys en version originale) et faire la une du Alien Love Triangle Times.

### Personnages
- Bosco s'est déguisé en citoyen britannique pour échapper à « eux ». Il a transflormé son système antivol par un système empêchant l'entrée d'articles dans le magasin à la suite des évènements du premier épisode. Pour la coquette somme de 1 million de dollars, il va proposer à Sam et Max la dernière invention Bosco Tech : un modulateur de voix.

- Sybil Pandemik a décidé d'abandonner le metier de psychothérapeute pour celui du journalisme à scandale en lançant le Alien Love Triangle Times.

- Jimmy "Deux-Dents" a rejoint l'organisation des PO-2-BB, adepte du rasage de près et va causer des ennuis à Sam et Max.

- La Bande à Bubulle se retrouve à participer à La Nouvelle Tarte. Specs et Whizzer en membres du jury (le troisième juré étant Max), Peepers est candidat face à Sam.

- Hugh Bliss est un magicien, auteur de Emetics, la bible de « prismatologie ». Il est l'un des invités du show Myra!.

- Monsieur Featherly est le propriétaire de Sam et Max dans la sitcom Nature, chasse et métrosexuels.

- Bessy est la vache qui joue dans la sitcom Nature, chasse et métrosexuels.

- La productrice de WARP TV engage Sam et Max à participer à plusieurs des émissions qu'elle produit : La Nouvelle Tarte, Qui va rater des millions ?, Nature, Chasse et métrosexuels et à une émission culinaire La cuisine les yeux fermés (Cooking without looking en version originale).

- Myra Stump est la présentatrice et productrice de l'émission Myra!. Elle tient l'antenne de la chaîne depuis des heures et tient son public en otage.

### Parodies
- La Nouvelle Tarte (Embarassing Idol en version originale) fait référence à l'émission Nouvelle Star (American Idol en version originale).

- Sam obtient son contrat de la maison de disques Ultralocal Music, référence à Universal Music.

- Myra! est une parodie de l'émission Oprah! d'Oprah Winfrey, célèbre présentatrice américaine.

- Qui va rater des millions ? (Who's Never Going to Be a Millionaire? en version originale) est tiré du nom du jeu Qui veut gagner des millions ? (Who Wants to Be a Millionaire? en version originale).

- À la fin de l'émission de Myra, Max parle de Cher Clazal, référence à Claire Chazal.

## Accueil
- Adventure Gamers : 3,5/5[2]